# Kanicovkovití
Kanicovkovití (Acropomatidae) je čeleď mořských ryb z řádu Acropomatiformes, která zahrnuje 33 druhů. Členové této čeledi jsou pozoruhodní pro orgány emitující světlo, které mají na břiše. Vyskytují se ve všech oceánech mírného a tropického pásu do hloubky několika set metrů.
Zástupci čeledi měří maximálně do 40 cm, ale většinou nepřesahují délku 15 cm. Mají dvě hřbetní ploutve, první se sedmi až 10 paprsky, druhá má osm až 10 měkkých paprsků. Ocasní ploutev má dva nebo tři a břišní pět měkkých paprsků.

## Taxonomie
Rody kanicovkovitých:
- rod Acropoma (Temminck & Schlegel, 1843)
- rod Amioides (H. M. Smith & Radcliffe, 1912)
- rod Apogonops (Ogilby, 1896)
- rod Doederleinia (Steindachner, 1883)
- rod Malakichthys (Döderlein, 1883)
- rod Neoscombrops (Gilchrist, 1922)
- rod Synagrops (Günther, 1887) – kanicovka
- rod Verilus (Poey, 1860)